# Gådeån
Gådeån är ett vattendrag söder om Härnösand, Härnösands kommun. Gådeån börjar i Nässjön och fortsätter ut i Södra sundet. Byn Gådeå har fått sitt namn efter ån. Kring ån finns hus som påminner om 1800-talets industrialisering, såsom kvarnresterna och ruinerna efter ett elverk från 1885. Vid vattendragets mynning ligger Sparrudden och en aning norrut Lövudden. Där finns ruiner efter ett sågverk och Lövuddens herrgård. Allt är numera rivet. Längs med ån och längs stranden vid Lövudden finns en promenadslinga med bro och trappor. Ravinen är tätt beväxt med olika lövträd, gräs och diverse örter. Växtligheten är tät, och påminner mer om en skog i södra Sverige än i Ångermanland.